# Amenemessés
Amenmessés ou Amenemessés foi um faraó da XIX dinastia egípcia que reinou entre 1204 e 1200 a.C.. Teve como nome de coroação Menri-rá-Setepenrá, o que significa "Eterno como Rá - Escolhido por Rá". Manetão atribui-lhe o nome de Ammenemes.
Amenmessés é uma figura enigmática, cujas relações familiares são desconhecidas. De acordo com Erik Hornung, Amenmessés deve ser identificado com um vice-rei da Núbia chamado Messui, que após a morte do faraó Merneptá tomou o poder, afastando o sucessor designado, Seti. Para outros autores, como Peter Clayton, Amenmessés era um filho de Merneptá.
Desconhecem-se monumentos deste faraó. A terem existido, as inscrições com o seu nome teriam sido apagadas após a sua morte, uma vez que foi um usurpador.
Com relação à representações artísticas conhece-se uma cabeça do faraó atualmente no Metropolitan Museum of Art de Nova Iorque. Esta cabeça, na qual o faraó se apresenta com a "coroa azul", foi durante muito tempo atribuída a Ramessés II, mas nos anos setenta descobriu-se que ela acertava no corpo de uma estátua de Amenmessés existente no Templo de Carnaque.
O seu túmulo no Vale dos Reis (KV 10) não chegou a ser concluído, tendo Seti II mandado apagar as inscrições com o seu nome no local. Pensa-se que o túmulo foi utilizado por duas rainhas, sendo alvo de estudos recentes por parte de uma equipa da Universidade do Arizona e da Universidade de Mênfis.

## Titulatura
| G39 | N5 · Z1 |

| G39 | N5 · Z1 |

|                |     |     |                |
| \| \| \| \| \| |     |     |                |
|                |     |     |                |
| N5 · Y5        | W19 | M17 | N5 · U21 · N35 |

| N5 · Y5 | W19 | M17 | N5 · U21 · N35 |

|                |     |     |                |
| \| \| \| \| \| |     |     |                |
|                |     |     |                |
| N5 · Y5        | W19 | M17 | N5 · U21 · N35 |

| N5 · Y5 | W19 | M17 | N5 · U21 · N35 |

|                |     |     |                |
| \| \| \| \| \| |     |     |                |
|                |     |     |                |
| N5 · Y5        | W19 | M17 | N5 · U21 · N35 |

| N5 · Y5 | W19 | M17 | N5 · U21 · N35 |

|                |     |     |                |
| \| \| \| \| \| |     |     |                |
|                |     |     |                |
| N5 · Y5        | W19 | M17 | N5 · U21 · N35 |

| N5 · Y5 | W19 | M17 | N5 · U21 · N35 |

| M23 · X1 | L2 · X1 |

| M23 · X1 | L2 · X1 |

|                         |     |     |     |     |    |     |
| \| \| \| \| \| \| \| \| |     |     |     |     |    |     |
|                         |     |     |     |     |    |     |
| C12                     | F31 | S29 | S29 | S38 | X7 | R19 |

| C12 | F31 | S29 | S29 | S38 | X7 | R19 |

|                         |     |     |     |     |    |     |
| \| \| \| \| \| \| \| \| |     |     |     |     |    |     |
|                         |     |     |     |     |    |     |
| C12                     | F31 | S29 | S29 | S38 | X7 | R19 |

| C12 | F31 | S29 | S29 | S38 | X7 | R19 |

|                         |     |     |     |     |    |     |
| \| \| \| \| \| \| \| \| |     |     |     |     |    |     |
|                         |     |     |     |     |    |     |
| C12                     | F31 | S29 | S29 | S38 | X7 | R19 |

| C12 | F31 | S29 | S29 | S38 | X7 | R19 |

|                         |     |     |     |     |    |     |
| \| \| \| \| \| \| \| \| |     |     |     |     |    |     |
|                         |     |     |     |     |    |     |
| C12                     | F31 | S29 | S29 | S38 | X7 | R19 |

| C12 | F31 | S29 | S29 | S38 | X7 | R19 |